# Брајант (Илиноис)
Брајант (енгл. Bryant) град је у америчкој савезној држави Илиноис.

## Демографија
По попису из 2010. године број становника је 220, што је 35 (-13,7%) становника мање него 2000. године.
| Група             | 2000.       | 2010.       |
| Белци             | 248 (97,3%) | 217 (98,6%) |
| Афроамериканци    | 2 (0,8%)    | 0 (0,0%)    |
| Азијати           | 1 (0,4%)    | 0 (0,0%)    |
| Хиспаноамериканци | 4 (1,6%)    | 1 (0,5%)    |
| Укупно            | 255         | 220         |